# Brigitte Roesen
Brigitte Roesen z domu Krämer (ur. 18 stycznia 1944) – niemiecka lekkoatletka, specjalistka skoku w dal. W czasie swojej kariery reprezentowała Republikę Federalną Niemiec.
Zajęła 7. miejsce w skoku w dal na halowych mistrzostwach Europy w 1971 w Sofii. Na kolejnych halowych mistrzostwach Europy w 1972 w Grenoble zwyciężyła w tej konkurencji, wyprzedzając Metę Antenen ze Szwajcarii i Jarmilę Nygrýnovą z Czechoslowacji. Ustanowiła wówczas swój rekord życiowy w hali skokiem na odległość 6,58 m.
Zdobyła brązowy medal mistrzostw RFN w skoku w dal w 1969, a w hali była wicemistrzynią w tej konkurencji w 1970 i 1972 oraz brązową medalistką w 1969 i 1971.
Rekord życiowy Roesen w skoku w dal na otwartym stadionie wynosił 6,51 m (ustanowiony 11 czerwca 1972 w Bukareszcie).
Startowała w klubie OSC Dortmund.